# Storia della libertà di pensiero
Storia della libertà di pensiero (A History of Freedom of Thought) è un saggio dello storico e libero pensatore irlandese John Bagnell Bury, pubblicato a Londra da Williams and Norgate nel 1913 nella collana Home University Library of Modern Knowledge.
Ancora oggi Bury è ricordato come un educatore e libero pensatore per le idee originali da lui elaborate e diffuse, soprattutto in un momento storico in cui in Europa maggiore ne era il bisogno a causa dell'affermarsi di regimi totalitari.
Nel 1920, presso Macmillan, uscì la Storia dell'idea di progresso (The Idea of Progress), che rappresenta l'altra faccia del suo pensiero. Per l'autore, libertà di pensiero e progresso sono due beni irrinunciabili in una società democratica. La libertà di pensiero non deve mai essere limitata o frenata, perché quando s'impedisce agli uomini di ragionare, la ragione si addormenta e produce mostri. Libertà di pensiero e progresso sono inestricabilmente connesse tra di loro al punto che l'una non può esistere senza l'altra.
Nel dopoguerra la concezione di Bury sulla libertà di pensiero è stata divulgata da Harold John Blackham, che nel 1952 ha curato una nuova edizione di A History of Freedom of Thought, aggiungendo un Epilogo di 37 pagine, scritto secondo il punto di vista di Bury, per aggiornare la sua analisi storica. Su questa riedizione si basa la prima traduzione italiana, pubblicata nel 1959 da Feltrinelli.

## Libertà di pensiero

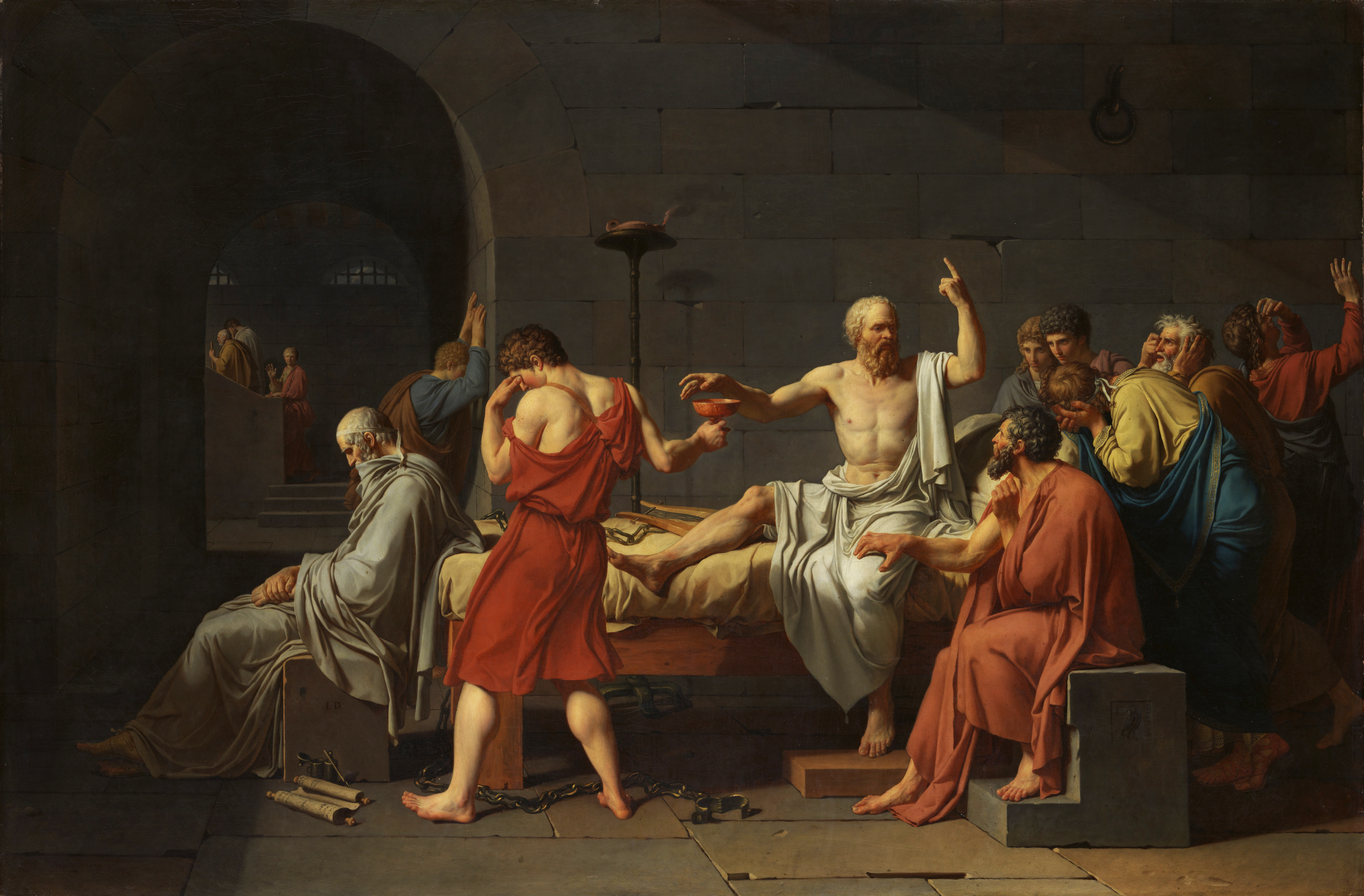
Morte di Socrate mentre dice ai giudici:"Chi non conosce la filosofia non può giudicare chi l'ha studiata". Tela di Jacques-Louis David

Bury definisce libero pensiero quel pensiero che non accetta di essere controllato da nessuna autorità o forma di potere, sia esso politico, religioso, spirituale, economico o di qualsivoglia altra specie. Ad esempio dimostra quanto le sacre scritture, con la loro autorità, abbiano condizionato e ritardato  lo sviluppo del pensiero scientifico e del progresso economico e sociale. Il pensiero libero, dunque, accetta di essere controllato solo dalla sua propria autorità. Inoltre ciò che caratterizza il libero pensiero è la necessità di non tenere nascoste le proprie idee e le proprie convinzioni, perché se così fosse non potrebbe essere di alcuna utilità, né a coloro che condividono le sue stesse idee, né a se stesso, dato che gli verrebbe impedito di renderne partecipe la sua comunità. Ne consegue che la libertà di pensiero non può prescindere dalla libertà di parola e di espressione. Perciò Bury al riguardo conclude: «Come già fece Socrate, anche oggi molti preferirebbero affrontare la morte piuttosto che nascondere le proprie idee».

## Forze che si oppongono ad essa

La Libertà guida il popolo nella lotta contro il trono e l'altare per il progresso dell'umanità

La libertà di pensiero prima di diffondersi e diventare un diritto garantito da molte costituzioni, nel corso della sua lunga  storia ha incontrato molti ostacoli e ha dovuto superare l'opposizione di molte forze nelle società di ogni epoca. Ci sono voluti secoli e lotte sanguinosissime, prima che nella coscienza dei popoli maturasse la convinzione che "la libertà di manifestare le proprie opinioni e quella di discuterne sono un bene e non un male" per la società. La lotta per la libertà di pensiero è stata soprattutto una lotta aspra tra autorità di ogni genere e libertà. Da una parte troviamo schierate forze irriducibili come credenze, pregiudizi, superstizioni, istituzioni, tradizioni, oscurantismi, dogmatismi, conformismi, conservatorismi, assolutismi, totalitarismi; dall'altra idee nuove, progresso scientifico e innovazione. Alla fine, tuttavia, la lunga lotta tra la ragione e la libertà da un lato e le forze oscurantiste di ogni genere a lei contrarie dall'altra si è conclusa con il trionfo del razionalismo, cioè - come scrive Bury- con «il dominio senza compromessi della ragione in tutti i campi del pensiero». Tuttavia prima che ciò accadesse la libertà di pensiero è stata sempre combattuta da tutte le autorità politiche e religiose, per due ordini di ragioni: le prime perché vedevano in essa un pericolo di sovversione del potere costituito e dell'ordine politico sociale; le seconde perché si sentivano minacciate dall'antidogmatismo sul piano teologico e dottrinario. Detto altrimenti sia le autorità politiche che quelle religiose temevano di essere delegittimate e pensavano che la libertà di pensiero potesse scardinare il loro potere con la sola "forza della ragione". «D'altra parte» - spiega Bury - «coloro ai quali è demandata la responsabilità di governare possono opporre che su di loro incombe il dovere di impedire sia la diffusione di idee dannose che qualsiasi altra azione considerata antisociale. Essi possono anche sostenere che un uomo possa arrecare più danno propagandando dottrine sovversive che non rubando il cavallo del vicino o facendo all'amore con la moglie del suo più caro amico». Perciò, conclude, la lotta tra autorità e libertà per secoli non è stato altro che "una lunga e sinistra cospirazione contro il progresso dell'umanità" condotta dall'alleanza tra il trono e l'altare.

## Necessità della libertà di pensiero
La libertà di pensiero è necessaria perché ha una grande utilità sociale e senza di essa nessuna società può né cambiare né progredire in nessun campo. Il problema della libertà di pensiero è stato scarsamente sentito dalle masse, un po' in tutte le società ed epoche della storia, perché - come osserva Bury - «tocca solo quel numero relativamente ristretto di persone che hanno delle idee da esprimere, siano esse rivoluzionarie o soltanto non conformiste». Tutte le altre, invece, non sentono lo stesso bisogno. Detto ciò - prosegue Bury - "gli intellettuali di un certo rilievo ammettono come vero il fatto che sia al di sopra della critica e dall'indagine libere l'asservimento ai principi teologici. Nessuno scienziato teme più la pubblicazione dei suoi studi e delle sue ricerche, qualunque siano le eventuali conseguenze dannose per le convinzioni religiose correnti. La critica alle dottrine ed alle istituzioni politiche e sociali è libera. Gli ottimisti possono essere certi che la vittoria sarà durevole, che la libertà di pensiero ormai è assicurata per sempre e per il futuro vedrà il crollo di quelle forze che ancora la ostacolano e che ne vorrebbero impedire la diffusione graduale nei paesi più arretrati della terra. Eppure lo studio della storia potrebbe far intravedere l'insicurezza di questa prospettiva" (1913).

## Necessità di limitarla
La necessità di garantire a tutti la libertà di pensiero è stata asserita da J.S. Mill nel saggio intitolato On Liberty (Sulla Libertà) apparso nel 1859. In esso Mill, pur ammettendo che il far tacere la pubblica opinione e la libera discussione è sempre dannoso per ogni società, sostiene tuttavia che «l'unico motivo per cui l'umanità è autorizzata sia individualmente che collettivamente a intervenire nel campo della libertà di azione di qualcuno dei suoi membri è l'autodifesa»: solo in questo caso la coercizione è giustificabile, perché si tratta di una inibizione tesa ad impedire che vengano danneggiati i diritti di altri attraverso un male ingiusto.

## Incertezza della libertà di pensiero
Secondo Bury la libertà di pensiero, anche là dove esiste, non deve essere considerata una certezza a tempo indeterminato, perché la storia ci ha insegnato che anche là dove è esistita la libertà è accaduto che sono riemersi sistemi sociali e politici basati sulla coercizione, anche se bisogna ammettere che la libertà di pensiero di cui certi paesi occidentali possono godere è di gran lunga superiore ad altre forme esistite nel passato. Perciò Bury - come educatore - suggerisce di fare qualsiasi sforzo affinché anche l'insegnamento nelle scuole pubbliche di ogni grado sia indirizzato ad educare alla libertà di pensiero per impedire il ritorno a forme di governo autoritarie basate sulla coercizione dello spirito critico e della libertà di discussione, cosa che puntualmente dopo la sua morte si è avverata in molti paesi europei con l'affermarsi dei totalitarismi. Perciò in tempo utile aveva detto: «nulla deve essere trascurato per infondere nella mente dei giovani l'idea che la libertà di pensiero è la condizione irrinunciabile per il progresso umano di ogni società». Con ciò intendeva dire che l'insegnamento impartito ai giovani deve servire a metterli in grado di distinguere ciò che è ragionevole da ciò che non lo è, perché  semplicemente accettazione dell'autorità.

## Martiri della libertà di pensiero

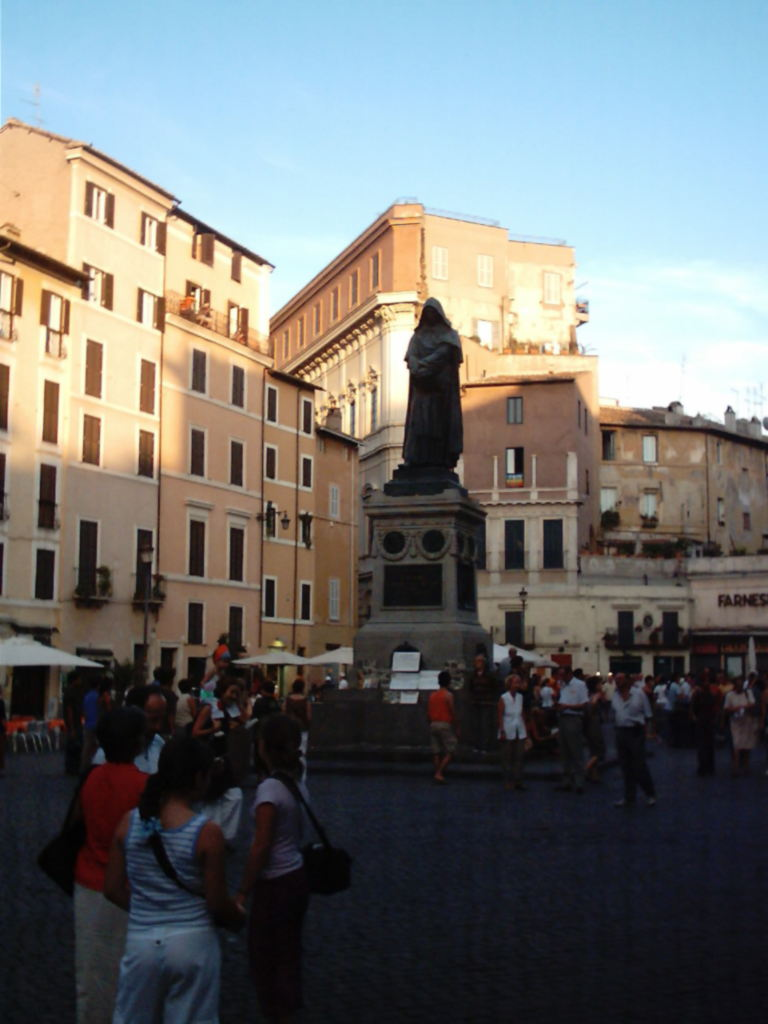
Roma - Statua a Giordano Bruno in Campo dei Fiori. Aveva sostenuto razionalmente la falsità del sistema tolemaico -contraddicendo la Bibbia- asserendo che di ciò che è infinito -come l'universo- non è possibile stabilire né il centro, né la periferia. Centro e periferia, in questo caso, possono essere ovunque.

I martiri della libertà di pensiero sono un numero incalcolabile. Ogni epoca storica ha avuto i suoi per le ragioni più svariate che di volta in volta hanno caratterizzato il conflitto tra autorità e ragione. Bury nella sua storia li ha ricordati tutti, anche se si è soffermato a parlare soprattutto dei più illustri. Ad esempio Socrate, condannato ingiustamente a morte con l'accusa di empietà; Michele Serveto, che fu arso vivo durante la guerra contro le eresie -a causa della complicità di Calvino- nel 1553 a Ginevra; Girolamo Savonarola, che venne impiccato ed arso come eretico assieme ad altri due frati del suo convento a Firenze nel maggio del 1498; Giordano Bruno, che venne condannato a morte ed arso vivo sul rogo a Roma (1600), nel Campo de' Fiori, dove oggi viene ricordato con un monumento in suo onore; Lucilio Vanini, che fu processato a Tolosa nel 1619 con l'accusa di empietà (gli venne prima strappata la lingua e poi fu arso vivo sul rogo); Galileo Galilei, che nel 1633 fu costretto dal Sant'Uffizio a negare la verità scientifica del sistema copernicano e i suoi libri condannati all'indice fino al 1835...
La causa principale di tanti martiri l'ha così descritta: «...(il cristianesimo) che incatenò la mente umana distrusse la libertà e costrinse l'uomo ad una lotta lunga e sfibrante per riacquistare i beni perduti». Infatti i tribunali della santa inquisizione giudicavano in base al seguente principio: "meglio far soffrire cento innocenti che far sfuggire un eretico" (J. Bury).

## Effetti benefici del conflitto libertà-autorità
Alla luce del pensiero di Bury si può affermare con lui che dove la libertà di pensiero è stata sancita costituzionalmente, essa ha prodotto in tutta la società  effetti benefici in tutti i campi. Per esempio è stata abolita la censura, la costrizione, e molti reati come l'empietà, l'eresia, il sacrilegio, la bestemmia, che sono costati la vita a milioni di persone. È stata di conseguenza abolita la tortura e la pena di morte per questi reati. Ed è stato anche abolito il reato di opinione durante le pubbliche discussioni, ecc. Il pensiero scientifico ha potuto svilupparsi  ed ha dato slancio al progresso. Tuttavia il conflitto autorità-libertà tende a caratterizzarsi -anche ai nostri giorni - come un conflitto permanente, che vede contrapposti  sempre gli uomini portatori di idee nuove a depositari di principi vecchi. Costoro ritardano e continueranno a ritardare  sempre ogni forma di progresso, specialmente in campo sociale e scientifico.

## Edizioni
- (EN) A History of Freedom of Thought, London, Williams and Norgate, 1913.
- (EN) A History of Freedom of Thought, with an Epilogue by Harold John Blackham, 2ª ed., London, Oxford University Press, 1952, SBN RMS2231799.
- Storia della libertà di pensiero, a cura di Harold John Blackham, traduzione di Gianni Cazzaroli, Milano, Feltrinelli, 1959, SBN RAV0095597.
- Storia della libertà di pensiero, a cura di Domenico Zanetti, traduzione di Ottavio Mastroianni, Napoli, Edizioni Immanenza, 2017, ISBN 978-88-98926-88-6.